# Moldaviens ambassad i Stockholm
Moldaviens ambassad i Stockholm är Moldaviens diplomatiska representation i Sverige. Ambassadör sedan 2015 är Veaceslav Dobinda. Ambassaden är belägen på Engelbrektsgatan 10 . Ambassaden öppnades år 2006 och år 2010 öppnade Sverige en ambassad i Chișinău .

## Beskickningschefer
| Namn              | Period    | Funktion   | Anmärkning |
| ----------------- | --------- | ---------- | ---------- |
| Natalia Gherman   | 2006–2009 | Ambassadör |            |
| Emil Druc         | 2010–2015 | Ambassadör |            |
| Veaceslav Dobinda | 2015–     | Ambassadör |            |